# Bättwil
Bättwil es una comuna suiza del cantón de Soleura, situada en el distrito de Dorneck. Limita al norte con la comuna de Biel-Benken (BL), al este con Witterswil, al sur con Hofstetten-Flüh, y al oeste con Leymen (FR-68).